# Émeutes de 2008 au Cameroun
Les émeutes de 2008 au Cameroun sont des violences urbaines qui se sont déroulés au Cameroun du 23 février 2008 au 29 février 2008. Elles ont commencé à Douala puis se sont répandues dans un grand nombre de villes du Cameroun. Ce sont les plus importantes émeutes depuis les opérations « villes mortes » de 1991.

## Les causes du mécontentement
Les mécontentements se sont tout d'abord cristallisés autour de la hausse du prix des carburants. En effet, ceux-ci ont augmenté de 15 FCFA le 7 février 2008, jour de la demi-finale de la CAN 2008 à laquelle le Cameroun participait. À ce moment, la hausse passe relativement inaperçue. Quelques jours plus tard, toutefois, le mécontentement de la population grandit dans un contexte où le prix de la plupart des produits de première nécessité est en hausse. Enfin, des rumeurs courent faisant état d'une prochaine hausse du prix du pain.
Par ailleurs, le projet du président Paul Biya de modifier la constitution du Cameroun afin de se représenter en 2011 rencontre une vive opposition dans le pays, et notamment à Douala. Depuis plusieurs mois, en effet, le gouverneur de la province du Littoral interdit systématiquement les manifestations de l'opposition, principalement le SDF, s'opposant à la révision de la constitution, tout en autorisant, voire en soutenant, des manifestations en faveur de la modification de celle-ci, organisées par le parti au pouvoir, le RDPC.
Le 21 février, la chaine de télévision Equinoxe TV et la radio Equinoxe FM sont fermées par l'administration pour absence de licence et non-paiement de la redevance. Ces chaines étaient connues pour leurs lignes éditoriales proche de l'opposition.
Enfin, malgré l'atteinte du point d'achèvement de l'initiative PPTE en 2006 et la signature du C2D avec la France, le chômage et le sous-emploi restent très importants au Cameroun, notamment chez les jeunes. Il en résulte un mécontentement général d'une jeunesse qui n'a que peu d'espoir de promotion sociale.

## Les évènements

### 16 février 2008
Le leader du parti politique NODINA (Nouvelle Dynamique Africaine), Mboua Massock est arrêté au quartier de Bepanda à Douala avant la tenue d'un meeting contre la modification de la constitution. Ils seront déportés par des gendarmes à une quinzaine de kilomètres de la ville en pleine forêt, son fils une militante du mouvement et lui. Il sera de nouveau arrêté le lendemain lors de sa marche en retour vers la ville de Douala.

### 23 février 2008
Le SDF organise une manifestation le soir contre la modification de la constitution malgré l'interdiction du gouverneur. La police disperse la manifestation et aurait utilisé des balles réelles. Il y aurait eu un  à deux morts.
Mise à sac d'une station service. Un bus de la Socatur est incendié.

### 24 février 2008
La journée semble avoir été plutôt calme. Peu d'incidents signalés.

### 25 février 2008
Début de la grève de taxis.
Deux personnes ont été tuées dans le quartier de Bessengue selon l'AFP. Des affrontements dans le quartier de Bonabéri font quatre morts.
Pillage des magasins tenus par des Chinois dans le quartier d'Akwa. Des stations services sont mises à sac. La mairie de Douala Ve est brûlée.

### 26 février 2008
Des émeutes à Limbé, Bamenda, Buea et Bafoussam. Un mort signalé à Bafoussam et un autre à Douala.
Tard dans la nuit, les syndicats de taxis et le gouvernement signent un accord au terme duquel le super baissera de 6 FCFA et les autres carburants de 5 FCFA. Les syndicats de taxi appellent leurs adhérents à la reprise du travail dès le 27 février 2008.
Placement sous protection militaire des boulangeries et des pharmacies à Douala pour assurer le ravitaillement des populations.

### 27 février 2008
Malgré les appels à la reprise du travail, quasiment aucun taxi n'a repris, les concessions étant jugés largement insuffisantes par la population.
Des émeutes sont signalées à Yaoundé principalement aux quartiers Biyem-Assi et briqueterie. Descente musclée de l'armée à la faculté de Yaoundé dans la soirée.
À Douala, des manifestants présent sur le pont de Bonabéri sont contraints de se jeter dans le Wouri par la police qui tire à balles réelles. Les bilans font état de dizaines de morts par noyade. Ailleurs à Douala et dans d'autres villes du Cameroun, la presse fait état d'une trentaine de morts par balles.
2000 manifestants défilent à Douala pour réclamer une baisse des prix des denrées de base.
Intervention du chef de l'État, Paul Biya, à la télévision nationale.

### 28 février 2008
Trois morts dans des affrontements dans la province de l'ouest. Calme relatif à Douala et Yaoundé, mais peu de circulation.
L'armée a fermé et confisqué le matériel de la radio Magic FM. Selon la direction de la radio, cette fermeture aurait pour cause les émissions où les auditeurs prennent la parole et qui critiqueraient le pouvoir.

### 29 février 2008
Reprise de la circulation des taxis à Douala et Yaoundé.
Quelques affrontements entre manifestants et forces de l'ordre dans les villes de l'Ouest.
Paul Eric Kingue, Maire de la commune de Njombe-Penja est arrêté et accusé de "complicité de pillage en bande" et de "manifestation publique sans autorisation" dans le cadre de émeutes dans la ville de Penja.

### 1ermars 2008
Retour à la normale dans tout le pays.

## Bilan des émeutes

### Nombres de victimes
Selon le bilan officiel, annoncé le 5 mars 2008 par le ministre camerounais de la communication, il y aurait eu 24 morts dont un policier ; la police aurait procédé à plus de 1 500 interpellations; certains manifestants seraient toujours recherchés par la police. Ils sont considérés comme leaders des manifestants du quartier briqueterie à Yaoundé, la capitale politique. La radio RFI avait dressé un premier bilan de 170 morts le 27 février 2008.
L'ONG Camerounaise « La maison des droits de l'homme », proche de l'opposition, évoque, quant à elle, plus de cent morts tout en reconnaissant ne pas être capable d'évaluer précisément le bilan en vies humaines.

### Concession du gouvernement
Dans la nuit du 26 au 27 février, les syndicats de taxi ont obtenu une baisse du prix de vente de l'essence de 6 FCFA (5 FCFA pour le gazole et le pétrole).
Le vendredi 7 mars 2008, le gouvernement annonce à la radio une hausse de 15 % du traitement des fonctionnaires ainsi qu'une suspension des droits de douane sur un certain nombre de produits de première nécessité.

## Réactions
Les médias internationaux se sont peu intéressés à cet évènement, l'actualité étant alors surtout dominée par la répression de manifestations tibétaines par les autorités chinoises. Le journaliste Jean-Bruno Tagne note que les médias français « s’abstiennent d'analyser ces violences, reléguées à de simples "émeutes de la faim". »